# Степни, Джордж
Джордж Степни (англ. George Stepney; 1663, Вестминстер — 15 сентября 1707) — английский поэт и дипломат.
С 1682 года — студент Тринити-колледжа в Кембридже. Через друга Чарльза Монтегю, 1-го графа Галифакса, он вошёл в дипломатическую службу, и в 1692 году был послан послом Англии в Бранденбург. В 1693 и 1702—1706 годах выполнял обязанности посла Великобритании в Австрии.
В 1706 году направлен послом в Гаагу. В следующем году он возвратился в Англию, но вскоре умер в Лондоне, и был похоронен в Вестминстерском аббатстве.